# Louis Roels
Pour les articles homonymes, voir Roels.
Louis Roels (né le 12 août 1912 à Hamme et mort le 17 septembre 1984 à Termonde) est un coureur cycliste belge. Professionnel de 1932 à 1936, il a notamment été champion de Belgique sur route en 1934.

## Palmarès
- 1934
  -  Champion de Belgique sur route
  - Tour du Limbourg
  - 1re étape du Tour de Belgique
  - 2e du Grand Prix de Grammont
- 1935
  - 1re étape du Tour de Belgique